# Милянув (гмина)
Милянув (пол. Milanów) — сельская гмина (волость) в Польше, входит как административная единица в Парчевский повет, Люблинское воеводство. Население — 4171 человек (на 2004 год).

## Сельские округа
1. Цихостув
2. Чебераки
3. Копина
4. Костры
5. Милянув
6. Окалев
7. Радче
8. Рудно
9. Рудзенец
10. Зеленец

## Соседние гмины
1. Гмина Яблонь
2. Гмина Комарувка-Подляска
3. Гмина Парчев
4. Гмина Семень
5. Гмина Вишнице
6. Гмина Вохынь